# Намсараев, Сандан Баторович
Сандан Баторович Намсараев (род. 2 марта 2001 года) — российский спортсмен, стрелок из лука. Победитель первенства Европы в командных соревнованиях (2018).
Бронзовый призер чемпионата России в личных соревнованиях (2024). Чемпион России в помещении в личных соревнованиях (2024). Бронзовый призер чемпионата России в помещении в командных соревнованиях (2025). 
Мастер спорта России (2017). Мастер спорта России международного класса (2018). 
Член основного состава сборной команды России по стрельбе из лука.